# النخاس (مصر)
قرية النخاس هي إحدى القرى التابعة لمركز الزقازيق في محافظة الشرقية في جمهورية مصر العربية. حسب إحصاءات سنة 2006، بلغ إجمالي السكان في النخاس 16148 نسمة، منهم 8440 رجل و7708 امرأة. من أعلامها عالم اللغويات السعيد بدوي.

## التاريخ
قرية النخاس من القرى القديمة، حيث وردت باسم «النخاس» في أعمال الشرقية ضمن قرى الروك الصلاحي التي أحصاها ابن مماتي في كتاب قوانين الدواوين. كما وردت في أعمال الشرقية ضمن قرى الروك الناصري التي أحصاها ابن الجيعان في كتاب «التحفة السنية بأسماء البلاد المصرية». وفي العصر العثماني وردت في التربيع العثماني الذي أجراه الوالي العثماني سليمان باشا الخادم في عصر السلطان العثماني سليمان القانوني ضمن قرى ولاية الشرقية، وفي تاريخ 1228هـ/1813م الذي عدّ قرى مصر بعد المسح الذي قام به محمد علي باشا باسم «النخاس» ضمن قرى مديرية الشرقية.